# SWEEPS J175853.92-291120.6
SWEEPS J175853.92-291120.6 — звезда в созвездии Стрельца на расстоянии около 27 700 световых лет от нас. Вокруг звезды обращается, как минимум, одна планета.

## Характеристики
О свойствах SWEEPS J175853.92-291120.6 пока известно мало. Это звезда 18 величины с массой и радиусом, равными 1,24 и 1,18 солнечных соответственно. Звезда получила своё наименование в честь проекта SWEEPS (англ. Sagittarius Window Eclipsing Extrasolar Planet Search), в рамках которого у неё был открыт планетарный компаньон.

## Планетная система
В 2006 году группой астрономов, работающих в рамках программы SWEEPS, было объявлено об открытии планеты SWEEPS-04 в данной системе. Планета представляет собой газовый гигант, близко обращающийся (на расстоянии 0,05 а.е.) от родительской звезды. Поэтому её причисляют к классу горячих юпитеров. Открытие было совершено с помощью транзитного метода.

## Изображения
Гал.долгота 1,2601° 

Гал.широта −2.6261° 

Расстояние 27 700 св. лет